# Mário Zagallo
Mário Jorge Lobo Zagallo (Atalaia, Alagoas, 9 de agosto de 1931-Río de Janeiro, 5 de enero de 2024) fue un futbolista y entrenador brasileño que jugó para Selección de Brasil en las Copas del Mundo de 1958 y 1962, las cuales su selección ganó. Después de retirarse como jugador, fue técnico de Brasil en 1970 y posteriormente técnico asistente en 1994, ganando ambas. 
Fue el primer futbolista en ser campeón del mundo tanto como jugador y como director técnico (años después Franz Beckenbauer y Didier Deschamps lograrían lo mismo); también se le atribuye dirigir en dos o más finales de mundiales, marca que comparte con Franz Beckenbauer, Carlos Salvador Bilardo y Didier Deschamps (como entrenador, todos ellos dirigieron dos finales cada uno). Es uno de los cuatro entrenadores, junto a Helmut Schön, Vicente del Bosque, y Lionel Scaloni, en ganar un campeonato continental de selecciones (Copa América) y la Copa Mundial de Fútbol. Terminó con el cuarto lugar en 1974 y regresó en 1994 como ayudante de Carlos Alberto Parreira, cuando Brasil ganaría su cuarta copa. Esto hizo de Zagallo una verdadera leyenda para el fútbol brasileño y mundial, ya que es el único jugador en ganar cuatro Copas del Mundo (dos como jugador, una como técnico y una como ayudante técnico).
Para Brasil, es un emblema que ha dado suerte y éxito en los intentos de su país por ser campeón, ya que ha participado de alguna u otra forma en los todos los procesos de las selecciones que han llegado a ser campeonas del mundo. En 2002, fue acompañante de su selección dando charlas motivacionales, sentándose en la banca junto con Luis Felipe Scolari y los jugadores. Este título ganado no cuenta oficialmente al no pertenecer al equipo técnico. Sin embargo, para el entrenador, Zagallo cumplió con su cometido, ya que precisamente lo llevó para darle suerte al equipo, y ganaron el Mundial consiguiendo la victoria en todos los partidos.

## Carrera deportiva
Mário Jorge Lobo Zagallo fue el primero en ganar la Copa Mundial de Fútbol como jugador (1958, 1962), como técnico (1970) y como asistente técnico (1994), además de haber sido subcampeón en 1998 y cuarto en 1974 como técnico (todo con la selección nacional de fútbol de Brasil). Igualmente fue asistente técnico en el Mundial de 1994 siendo Carlos Alberto Parreira seleccionador nacional, cargo que repitió en la edición de 2006. También llevó a clasificarse al Mundial de 1990 a Emiratos Árabes Unidos por primera vez en su historia, aunque fue despedido antes del certamen.
En 1970, Zagallo asumió como director técnico de la selección de su país, luego de la renuncia de João Saldanha, quien decía recibir presiones de los jugadores para ser nominados a la selección nacional.
En 1994, Zagallo fue asistente técnico de Carlos Alberto Parreira donde la selección en el mundial de Estados Unidos consiguió el tetracampeonato, momento en que Zagallo hizo una famosa superstición suya con el número 13, del cual 5+8=13 y 9+4=13, lo que para él, hasta antes que Brasil ganara el Mundial de 2002, significaba algo especial, ya que el primer Mundial que Brasil ha ganado fue en 1958 y el último en 1994, y la frase «Brasil Tetracampeão» (Brasil Tetracampeón) se compone de 13 letras.
En 2002, debido a la poca fe que había en el equipo y a la difícil clasificación al mundial, el entrenador Luis Felipe Scolari lo llevó como apoyo motivacional, estando en el banco junto a los jugadores y el técnico, consiguiendo la copa de manera invicta ganando todos sus encuentros. Después de esto entre los hinchas brasileños se llegó a la simple conclusión de que esto fue así por el hecho de que estuviera Zagallo en la banca (de alguna forma); tanto fue que en todo Brasil se hizo famosa la frase «Si quieres que algo te salga bien, llama a Zagallo». Esto se hizo más frecuente una vez visto el fracaso por el mismo Scolari después del mundial de 2014 donde «El viejo lobo» no participó de forma alguna en la selección.
Luego de permanecer en clubes brasileños un tiempo, y de dirigir la selección brasileña de fútbol por un partido amistoso, es reclutado por Carlos Alberto Parreira para que vuelva a ser su asistente técnico al igual que en 1994, en miras al desafío de la Copa del Mundo de 2006 y las copas intermedias que había en el camino. No es difícil imaginar el motivo por el que Parreira llamara a «El viejo lobo» en desmedro de alguien más joven: Al igual que Scolari, él pensó que llevando a Zagallo este le daría suerte a su equipo, cosa en la que Mario no decepcionó, ya que en la Copa América 2004, Brasil se encontraba en la final perdiendo por 2-1 frente a Argentina, pero un gol de Adriano en el descuento permitió al equipo carioca forzar los penaltis, en los que terminarían venciendo al equipo argentino. En cuanto a la Copa Confederaciones 2005, Brasil ganaría el título una vez más frente a Argentina, siendo esta humillada por un significativo 4-1 en un torneo en el que Brasil ganó casi sin reparos. Con todo este aval se esperaba una participación excelente en la Copa del Mundo de 2006; sin embargo, solo se llegó a cuartos de final, perdiendo ante Francia 1-0 por un error defensivo de Roberto Carlos.
En julio de 2022 sufrió una infección respiratoria y fue internado en un hospital de Río de Janeiro. Debido a su frágil estado de salud y a su avanzada edad, varias personalidades del deporte brasileño lo saludaron en redes sociales deseándole una pronta recuperación. En octubre del mismo año fue homenajeado con una estatua de cera en el museo de la selección brasileña.

## Frase Icónica de Mário Zagallo
Zagallo estaba harto de las críticas de la prensa brasileña. El técnico dirigía la Selección Brasileña desde 1994 y se enfrentaba a críticas por el desempeño reciente del equipo, incluida una derrota en un amistoso ante Noruega y una discreta participación en el Torneo de Francia.
El mensaje de Zagallo estuvo dirigido específicamente a dos periodistas: Juarez Soares y José Carlos Amaral Kfouri. Explicó el motivo del estallido en una entrevista en 2017.
La Frase decía lo siguiente:

Una victoria peleada, en sangre, raza, voluntad, de quienes aman a Brasil, no de quienes lo repudian. Ganamos con dificultad, no teníamos la misma velocidad, pero teníamos corazón. Es para ustedes, saben quiénes son, no necesito decir nada más, Tendrán que tragarme.

### Participaciones en Copas del Mundo como jugador
| Mundial              | Sede   | Resultado |
| -------------------- | ------ | --------- |
| Copa Mundial de 1958 | Suecia | Campeón   |
| Copa Mundial de 1962 | Chile  | Campeón   |

### Participaciones en Copas del Mundo como entrenador
| Mundial              | Sede     | Resultado    |
| -------------------- | -------- | ------------ |
| Copa Mundial de 1970 | México   | Campeón      |
| Copa Mundial de 1974 | Alemania | Cuarto lugar |
| Copa Mundial de 1998 | Francia  | Subcampeón   |

### Participaciones en Copas del Mundo como asistente técnico
| Mundial              | Sede           | Resultado        |
| -------------------- | -------------- | ---------------- |
| Copa Mundial de 1994 | Estados Unidos | Campeón          |
| Copa Mundial de 2006 | Alemania       | Cuartos de final |

## Información profesional

### Como jugador
| Club     | País   | Año       |
| -------- | ------ | --------- |
| América  | Brasil | 1948-1949 |
| Flamengo | Brasil | 1949-1958 |
| Botafogo | Brasil | 1958-1965 |

### Como técnico
| Club                                    | País           | Año       |
| --------------------------------------- | -------------- | --------- |
| Botafogo                                | Brasil         | 1966-1970 |
| Selección de fútbol de Brasil           | Brasil         | 1967-1968 |
| Selección de fútbol de Brasil           | Brasil         | 1970-1974 |
| Fluminense                              | Brasil         | 1971-1972 |
| Flamengo                                | Brasil         | 1972      |
| Botafogo                                | Brasil         | 1973      |
| Flamengo                                | Brasil         | 1974      |
| Botafogo                                | Brasil         | 1975      |
| Selección de fútbol de Kuwait           | Kuwait         | 1976-1978 |
| Botafogo                                | Brasil         | 1978-1979 |
| Al-Hilal                                | Arabia Saudita | 1979-1980 |
| Vasco da Gama                           | Brasil         | 1980-1981 |
| Selección de Arabia Saudita             | Arabia Saudita | 1981-1984 |
| Flamengo                                | Brasil         | 1984-1985 |
| Botafogo                                | Brasil         | 1986-1987 |
| Bangu                                   | Brasil         | 1988-1989 |
| Selección de los Emiratos Árabes Unidos | EAU            | 1989-1990 |
| Vasco da Gama                           | Brasil         | 1990-1991 |
| Selección de fútbol de Brasil           | Brasil         | 1994-1998 |
| Portuguesa                              | Brasil         | 1999-2000 |
| Flamengo                                | Brasil         | 2000-2001 |
| Selección de Brasil                     | Brasil         | 2002      |
| Selección de Brasil                     | Brasil         | 2002-2006 |

## Palmarés

### Como jugador

#### Torneos regionales
| Título               | Club       | Estado/s                  | Año  |
| -------------------- | ---------- | ------------------------- | ---- |
| Torneio Início       | America FC | Río de Janeiro            | 1949 |
| Torneio Início       | Flamengo   | Río de Janeiro            | 1951 |
| Torneio Início       | Flamengo   | Río de Janeiro            | 1952 |
| Campeonato Carioca   | Flamengo   | Río de Janeiro            | 1953 |
| Campeonato Carioca   | Flamengo   | Río de Janeiro            | 1954 |
| Campeonato Carioca   | Flamengo   | Río de Janeiro            | 1955 |
| Torneo Río-São Paulo | Flamengo   | Río de Janeiro- São Paulo | 1955 |
| Torneio Início       | Botafogo   | Río de Janeiro            | 1961 |
| Campeonato Carioca   | Botafogo   | Río de Janeiro            | 1961 |
| Torneio Início       | Botafogo   | Río de Janeiro            | 1962 |
| Campeonato Carioca   | Botafogo   | Río de Janeiro            | 1962 |
| Torneio Início       | Botafogo   | Río de Janeiro            | 1963 |

#### Torneos internacionales
| Título         | Equipo              | Sede   | Año  |
| -------------- | ------------------- | ------ | ---- |
| Copa del Mundo | Selección de Brasil | Suecia | 1958 |
| Copa del Mundo | Selección de Brasil | Chile  | 1962 |

### Como entrenador

#### Torneos regionales
| Título             | Club       | Estado         | Año  |
| ------------------ | ---------- | -------------- | ---- |
| Torneio Início     | Botafogo   | Río de Janeiro | 1967 |
| Taça Guanabara     | Botafogo   | Río de Janeiro | 1967 |
| Campeonato Carioca | Botafogo   | Río de Janeiro | 1967 |
| Taça Guanabara     | Botafogo   | Río de Janeiro | 1968 |
| Campeonato Carioca | Botafogo   | Río de Janeiro | 1968 |
| Campeonato Carioca | Fluminense | Río de Janeiro | 1971 |
| Taça Guanabara     | Flamengo   | Río de Janeiro | 1972 |
| Campeonato Carioca | Flamengo   | Río de Janeiro | 1972 |
| Taça Guanabara     | Flamengo   | Río de Janeiro | 1973 |
| Taça Guanabara     | Flamengo   | Río de Janeiro | 1984 |
| Taça Guanabara     | Flamengo   | Río de Janeiro | 2001 |
| Campeonato Carioca | Flamengo   | Río de Janeiro | 2001 |

#### Torneos nacionales
| Título             | Club     | País           | Año  |
| ------------------ | -------- | -------------- | ---- |
| Série A            | Botafogo | Brasil         | 1968 |
| Campeonato Saudita | Al-Hilal | Arabia Saudita | 1979 |
| Copa de Campeones  | Flamengo | Brasil         | 2001 |

#### Torneos internacionales
| Título                          | Equipo                      | Sede           | Año  |
| ------------------------------- | --------------------------- | -------------- | ---- |
| Copa del Mundo                  | Selección de Brasil         | México         | 1970 |
| Copa Asiática                   | Selección de Arabia Saudita | Singapur       | 1984 |
| Torneo Preolímpico Sudamericano | Selección sub-23 de Brasil  | Mar del Plata  | 1996 |
| Juegos Olímpicos                | Selección sub-23 de Brasil  | Atlanta        | 1996 |
| Copa América                    | Selección de Brasil         | Bolivia        | 1997 |
| Copa Confederaciones            | Selección de Brasil         | Arabia Saudita | 1997 |

### Como asistente

#### Torneos internacionales
| Título               | Equipo              | Sede           | Año  |
| -------------------- | ------------------- | -------------- | ---- |
| Copa del Mundo       | Selección de Brasil | Estados Unidos | 1994 |
| Copa América         | Selección de Brasil | Perú           | 2004 |
| Copa Confederaciones | Selección de Brasil | Alemania       | 2005 |

## Vida personal

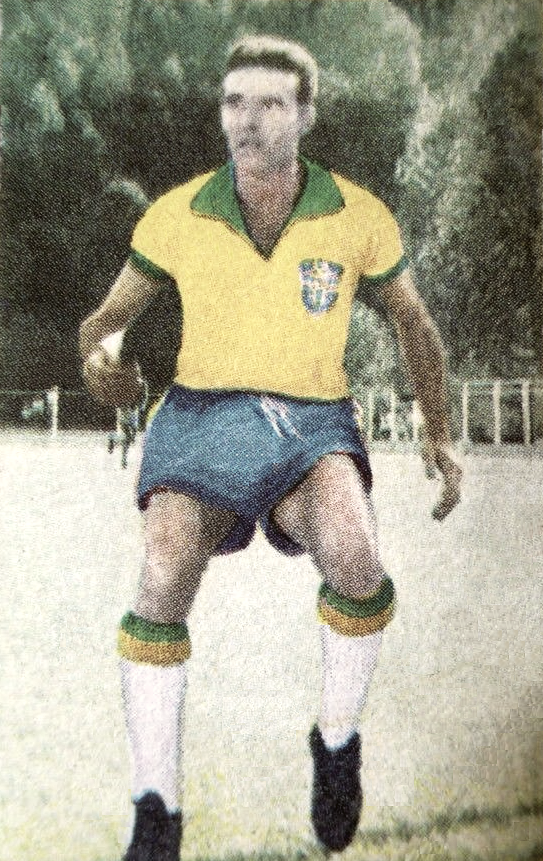
Zagallo en 1962

Zagallo (apellido original Zakour, apellido libanés de Zahlé) se casó con Alcina de Castro el 13 de enero de 1955 en la Iglesia de los Capuchinos de Río de Janeiro. Permanecieron juntos hasta la muerte de Castro el 5 de noviembre del 2012. Mário y Alcina tuvieron cuatro hijos. Era un católico practicante.
En julio de 2022, Zagallo ingresó en el hospital con una infección respiratoria. En agosto del 2023 estuvo hospitalizado durante 22 días debido a una infección urinaria. El 5 de enero de 2024 falleció en Río de Janeiro, a los 92 años, tras una breve hospitalización, tras ello, el gobierno brasileño en la persona del presidente Luiz Inácio Lula Da Silva, decretó 3 días de duelo nacional por la muerte del ex-estratega.